# 엔테메나

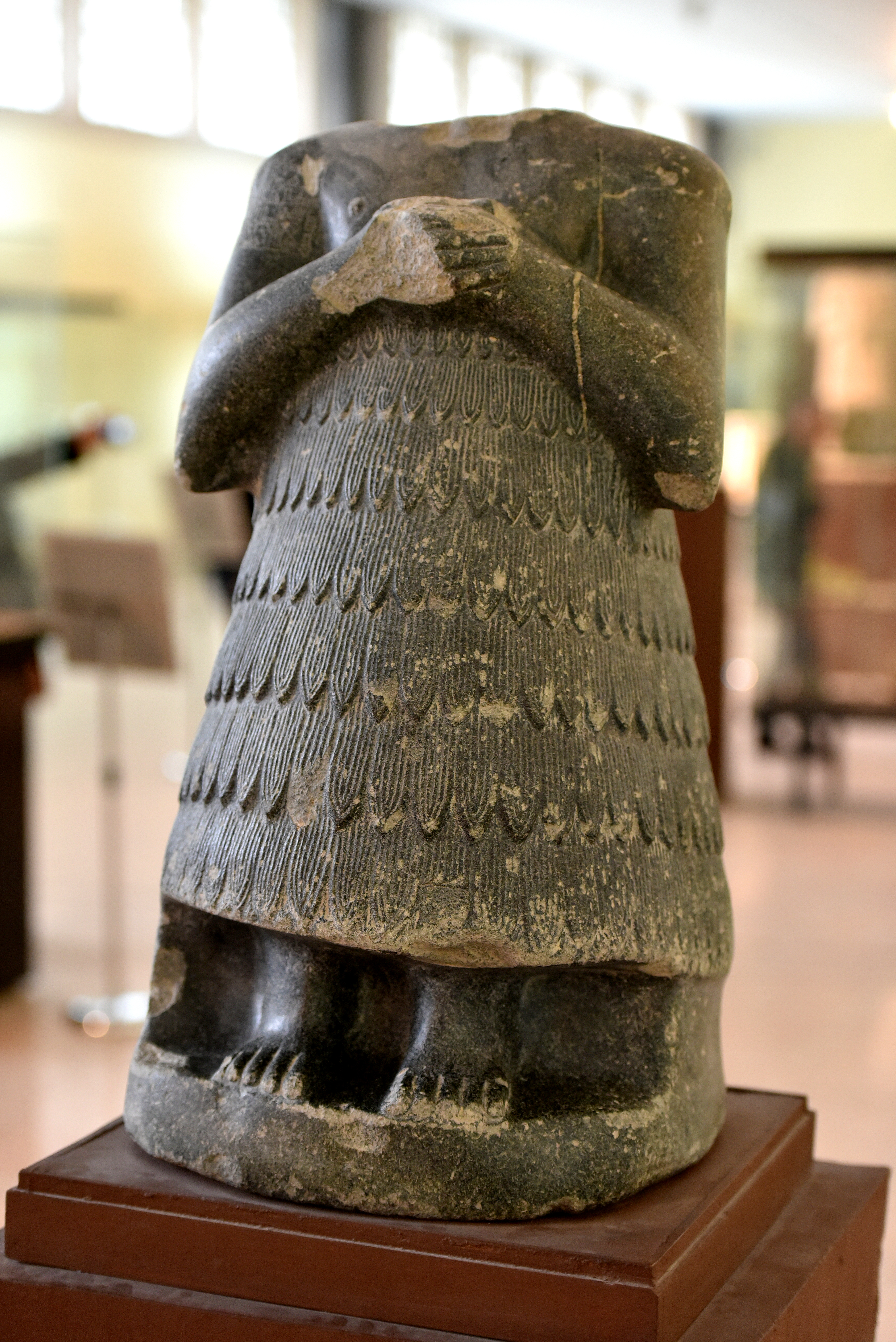
엔테메나의 동상

엔테메나(Entemena)는 엔안나툼 1세의 왕자이며 라가시를 수메르의 강대국으로 재건하였다. 그는 움마의 일리를 격파하였는데 우루크의 루갈 키니쉐두두의 도움을 받았다.
엔테메나에 의해 신에 봉헌된 3발의 은이 이제 루브르에 있는데 사자가 사슴을 잡아먹는 모습이다. 화병은 금세공 기술이 이미 얻어졌다는 고도의 우수성의 증거이다. 방해석 화병도 엔테메나에 의해 봉헌되었는데 니푸르 발견되었다.